# Sankt Peterzell
Sankt Peterzell är en ort i kommunen Neckertal i kantonen Sankt Gallen, Schweiz. 
Sankt Peterzell var tidigare en egen kommun, men den 1 januari 2009 bildades den nya kommunen Neckertal genom en sammanslagning av kommunerna Brunnadern, Mogelsberg  och St. Peterzell.